# برايان ليفي
برايان ليفي (بالإنجليزية: Brian Levey)‏ هو لاعب كرة قدم أمريكي في مركز حراسة المرمى، ولد في 11 أبريل 1984 في بيتسبرغ في الولايات المتحدة. لعب مع نادي شمال كارولاينا.